# S. Scott Bullock
Stuart Scott Bullock (Santa Monica (Californië), 7 mei 1956) is een Amerikaans film-, televisie- en stemacteur. 
De stem van Bullock is zowel in films, televisieseries als videogames te horen.

## Filmografie
- The Ant Bully -  Gloomy Glowworm
- Barnyard: The Original Party Animals - Eddy
- Defending Your Life - Daniel's vader
- Life Stinks - partygast
- Jimmy Neutron's Nicktoon Blast - Goobot/Elvis Ooblar

## Televisie
- Timon & Pumbaa (televisieserie) - Fred
- Attack of the Killer Tomatoes: The Animated Series - F. T.
- Back at the Barnyard - Eddy
- Barnyard Commandos - Eddy
- Bonkers - Skunky Skunk/Mr. Big
- The New Adventures Of Captain Planet - Argos Bleak
- Crashbox - Captain Bones / Lens McCracken
- Danny Phantom - Dash Baxter / Klemper/Cujo the Ghost Dog/Walker's Goons/verschillende stemmen
- Dink, the Little Dinosaur - Flapper
- Frankenthumb - Dr. Frankenthumb / Mayor/Minister
- Invader Zim - Mr. Elliot
- Super Robot Monkey Team Hyperforce Go! - Face
- Jason and the Heroes of Mount Olympus - Mercury
- Mike Lu and Og - Wendell / Baggis
- Tak and the Power of Juju - Psychic Juju
- TaleSpin - Ignatz
- Teen Titans - Thunder
- The Buzz on Maggie - Larry/Snap Carpenter/verschillende stemmen
- The Fairly OddParents - Flappy Bob
- The Adventures of Jimmy Neutron: Boy Genius - Goobot
- The Life and Times of Juniper Lee - verschillende stemmen
- The Marvelous Misadventures of Flapjack - Captain Ridiculous/Captain Handy/Lord Nickelbottoms/verschillende stemmen
- The Penguins of Madagascar - verschillende stemmen
- Phineas and Ferb - verschillende stemmen
- Regular Show - Giant Coffee Bean in "Caffeinated Concert Tickets"
- The Super Hero Squad Show - Red King
- T.U.F.F. Puppy - Mad Cow
- Zoomates - Paul

## Videogames
- Dynasty Warriors 4 - Zhang He
- Escape from Monkey Island - Otis
- Final Fantasy X-2 - Logos
- Final Fantasy XIII - Galenth Dysley/Barthandelus/Orphan
- God Hand - Psychic Midget
- Kid Icarus: Uprising - Hades
- King's Quest: Mask of Eternity- Connor/King Mudge
- MadWorld - President / Yee Fung / Little Eddie
- Metal Gear Solid: The Twin Snakes - Genome Soldier
- Neverwinter Nights 2: Mask of the Betrayer - Myrkul/One of Many (God)/Master Geb
- Nicktoons: Globs of Doom - Ghost Dog / Dash Baxter
- The Incredible Hulk: Ultimate Destruction - Vector
- The Incredible Hulk - Vector
- The Curse of Monkey Island - Lemonhead/Pirate #2
- The Secret of Monkey Island: Special Edition - Red Skull/Otis
- The SpongeBob SquarePants Movie Game - verschillende stemmen
- The Suffering: Ties That Bind - The Creeper
- World in Conflict - verschillende stemmen